# Ялпач

Ялпач — река в России, протекает в Чердынском районе Пермского края. Устье реки находится в 19 км по правому берегу реки Немыд. Длина реки составляет 21 км.
Исток реки на западных предгорьях Северного Урала, к северу от горы Ялпач-Камень (422 м НУМ) в 10 км к северо-востоку от деревни Верхняя Колва. Река течёт на юг среди холмов, покрытых таёжным лесом, в ненаселённой местности. Приток - Денисовка (правый). Впадает в Немыд в 10 км к северо-востоку от посёлка Булдырья.

## Данные водного реестра
По данным государственного водного реестра России относится к Камскому бассейновому округу, водохозяйственный участок реки — Кама от водомерного поста у села Бондюг до города Березники, речной подбассейн реки — бассейны притоков Камы до впадения Белой. Речной бассейн реки — Кама.
По данным геоинформационной системы водохозяйственного районирования территории РФ, подготовленной Федеральным агентством водных ресурсов:
- Код водного объекта в государственном водном реестре — 10010100212111100006246
- Код по гидрологической изученности (ГИ) — 111100624
- Код бассейна — 10.01.01.002
- Номер тома по ГИ — 11
- Выпуск по ГИ — 1